# Taras Mychałyk
Taras Wołodymyrowycz Mychałyk, ukr. Тарас Володимирович Михалик (ur. 28 października 1983 w Lubieszowie) – ukraiński piłkarz, grający na pozycji obrońcy lub pomocnika, reprezentacji Ukrainy.

## Kariera piłkarska

### Kariera klubowa
Profesjonalną karierę rozpoczął w CSKA Kijów. W Pierwszej Lidze zagrał 89 spotkań, strzelił 10 goli. Latem 2005 został wypożyczony na pół roku do klubu Wyższej Ligi – Zakarpattia Użhorod. Klub co prawda zajmował ostatnie miejsce w lidze, jednak Mychałyk był jednym z wyróżniających się jego piłkarzy, co sprawiło, że w przerwie zimowej sezonu 2005/06 podpisał kontrakt z Dynamem Kijów, w którym występował do czerwca 2013 roku. 18 czerwca 2013 podpisał 3-letni kontrakt z Lokomotiwem Moskwa. 22 lipca 2019 przeszedł do Wołyni Łuck.

### Kariera reprezentacyjna
W reprezentacji seniorów debiutował 15 sierpnia 2006 w meczu z Azerbejdżanem wygranym przez Ukrainę 6-0. Wcześniej występował w reprezentacji Ukrainy U-20 na młodzieżowych Mistrzostwach Świata U-20 rozgrywanych w 2005 w Holandii.

## Sukcesy i odznaczenia

### Sukcesy klubowe
Dynamo Kijów
- półfinalista Pucharu UEFA: 2008/09
- mistrz Ukrainy: 2006/07, 2008/09
- wicemistrz Ukrainy: 2005/06, 2007/08, 2009/10, 2010/11, 2011/12
- brązowy medalista mistrzostw Ukrainy: 2012/13
- zdobywca Pucharu Ukrainy: 2005/06, 2006/07
- finalista Pucharu Ukrainy: 2007/08, 2010/11
- zdobywca Superpucharu Ukrainy: 2006, 2007
- finalista Superpucharu Ukrainy: 2008

Lokomotiw Moskwa
- mistrz Rosji: 2017/18
- wicemistrz Rosji: 2018/19
- brązowy medalista mistrzostw Rosji: 2014
- zdobywca Pucharu Rosji: 2014/15, 2016/17, 2018/19

### Sukcesy reprezentacyjne
- wicemistrz Europy U-21: 2006
- uczestnik 1/8 finału w MŚ: 2006

### Sukcesy indywidualne
- wybrany do listy 33 najlepszych piłkarzy roku na Ukrainie: Nr 1 (2008), Nr 2 (2009), Nr 3 (2006, 2007)

### Odznaczenia
- nagrodzony Orderem „Za męstwo” III stopnia.